# Сфера законодавчо регульованої метрології
Сфера законодавчо регульованої метрології — види діяльності, щодо яких з метою забезпечення єдності та простежуваності вимірювань здійснюється державне регулювання стосовно вимірювань, одиниць вимірювання та засобів вимірювальної техніки. Відповідні види діяльності визначаються законодавчо.

## Види діяльності, віднесені до сфери законодавчо регульованої метрології
За станом на лютий 2021 року Законом України «Про метрологію та метрологічну діяльність» до сфери законодавчо регульованої метрології віднесені такі види діяльності.
1) забезпечення захисту життя та охорони здоров’я громадян;
2) контроль якості та безпечності харчових продуктів і лікарських засобів;
3) контроль стану навколишнього природного середовища;
4) контроль безпеки умов праці;
5) контроль безпеки дорожнього руху та технічного стану транспортних засобів;
6) топографо-геодезичні, картографічні та гідрометеорологічні роботи, роботи із землеустрою;
7) торговельно-комерційні операції та розрахунки між покупцем (споживачем) і продавцем (постачальником, виробником, виконавцем), у тому числі під час надання транспортних, побутових, комунальних, телекомунікаційних послуг, послуг поштового зв’язку, постачання та/або споживання енергетичних і матеріальних ресурсів (електричної і теплової енергії, газу, води, нафтопродуктів тощо);
8) обчислення сум податків і зборів, податковий та митний контроль;
9) роботи, пов’язані з визначенням параметрів будівель, споруд і території забудови;
10) роботи із забезпечення технічного захисту інформації згідно із законодавством;
11) роботи з використання апаратури глобальних супутникових навігаційних систем;
12) роботи, що виконуються за дорученням органів досудового розслідування, органів прокуратури та судів;
13) реєстрація національних і міжнародних спортивних рекордів.

## Державне регулювання стосовно вимірювань
Для результатів вимірювань в законодавчо регульованій сфері мають бути відомі характеристики похибки або невизначеність вимірювань. Ці характеристики похибок або невизначеності вимірювань можуть вказуватися в методиках вимірювань або (якщо в методиці не вказані) оцінюватися лабораторією, яка проводить вимірювання.
Вимірювальні лабораторії в сфері законодавчо регульованої метрології можуть використовувати методики вимірювань на свій власний вибір – як стандартизовані, так і нестандартизовані, тому числі розроблені (за потреби) самостійно. Однак деякі методики є обов’язковими до застосування, а саме ті, що визначаються в нормативно-правових актах або в нормативних документах, на які є відповідні посилання в нормативно-правових актах.
До 01.01.2016  року вимірювальні лабораторії, які здійснювали вимірювання в сфері,   повинні були проходити процедуру атестації. Зі вказаної дати атестація лабораторій скасована. Втім деякі лабораторії мають бути уповноважені органами виконавчої влади чи іншими державними органами на проведення певних вимірювань, не пов’язаних з оцінкою відповідності продукції, процесів та послуг, у сфері законодавчо регульованої метрології, якщо це визначено законом.  Так, наприклад, відповідно до Закону України «Про основні принципи та вимоги до безпечності та якості харчових продуктів» лабораторії, що проводять дослідження (випробування) об’єктів санітарних заходів для цілей державного контролю, повинні бути уповноважені центральним органом виконавчої влади, що реалізує державну політику у сфері безпечності та окремих показників якості харчових продуктів.

## Державне регулювання стосовно одиниць вимірювань
В Україні застосовуються одиниці вимірювання Міжнародної системи одиниць (SI), прийнятої Генеральною конференцією з мір та ваг і рекомендованої Міжнародною організацією законодавчої метрології. Разом з тим,  допускається в сфері законодавчо регульованої метрології застосування одиниць вимірювань, що не входять до SI, але дозволені центральним органом виконавчої влади, що забезпечує формування державної політики у сфері метрології та метрологічної діяльності. Визначення основних одиниць SI, назви та визначення похідних одиниць SI, десяткових кратних і частинних від одиниць SI, дозволених позасистемних одиниць, а також їх позначення та правила написання встановлюються нормативно правовим актом центрального органу виконавчої влади, що забезпечує формування державної політики у сфері метрології та метрологічної діяльності.
Зважаючи на те, що частина підприємств і організацій поставляють продукцію та надають послуги на експорт, в тому числі в країни, які застосовують інші одиниці вимірювань, характеристики і параметри експортних товарів та послуг, що виробляються та надаються для іноземних замовників, можуть бути подані в одиницях вимірювань, встановлених такими замовниками.

## Державне регулювання стосовно засобів вимірювальної техніки
Засоби вимірювальної техніки, що призначені для застосування в сфері законодавчо регульованої метрології, дозволяється застосовувати, випускати з виробництва, ремонту та в продаж і видавати напрокат лише за умови їх відповідності закону та іншим нормативно-правовим актам, що містять вимоги до таких засобів вимірювальної техніки.
Перевірка відповідності засобів вимірювальної техніки, які випускаються з виробництва і застосовуватимуться в сфері законодавчо регульованої метрології, здійснюється шляхом обов’язкової оцінки відповідності (якщо на такі засоби поширюється дія технічних регламентів). Під час експлуатації таких засобів та після ремонту перевірка їх відповідності встановленим вимогам проводиться, як правило, шляхом повірки.
У сфері законодавчо регульованої метрології мають застосовуються винятково засоби вимірювальної техніки, які відповідають вимогам щодо точності, регламентованим для таких засобів, у встановлених умовах їх експлуатації.
Законодавчо регульовані сфері засоби вимірювальної техніки підлягають також метрологічному нагляду.